# Ramona Theresia Hofmeister
Ramona Theresia Hofmeister (Bischofswiesen, 28 maart 1996) is een Duitse snowboardster. Ze vertegenwoordigde haar vaderland op de Olympische Winterspelen 2018 in Pyeongchang.

## Carrière
Hofmeister maakte haar wereldbekerdebuut in februari 2014 in Sudelfeld. In december 2015 scoorde ze in Cortina d'Ampezzo haar eerste wereldbekerpunten. In maart 2016 stond de Duitse in Winterberg voor de eerste maal in haar carrière op het podium van een wereldbekerwedstrijd. Op de FIS wereldkampioenschappen snowboarden 2017 in de Spaanse Sierra Nevada eindigde Hofmeister als vierde op de parallelreuzenslalom en als zesde op de parallelslalom. Op 12 januari 2018 boekte ze in Bad Gastein haar eerste wereldbekerzege. Tijdens de Olympische Winterspelen van 2018 in Pyeongchang veroverde de Duitse de bronzen medaille op de parallelreuzenslalom.
In Park City nam Hofmeister deel aan de FIS wereldkampioenschappen snowboarden 2019. Op dit toernooi behaalde ze de bronzen medaille op de parallelslalom, op de parallelreuzenslalom eindigde ze op de tiende plaats. In het seizoen 2019/2020 won de Duitse zowel de algemene wereldbeker parallel als de wereldbeker op de parallelreuzenslalom. Op de FIS wereldkampioenschappen snowboarden 2021 sleepte ze de zilveren medaille in de wacht op de parallelslalom, daarnaast eindigde ze als vijfde op de parallelreuzenslalom.

## Resultaten

### Olympische Winterspelen
| Jaar | Plaats      | Resultaten           |
| ---- | ----------- | -------------------- |
| 2018 | Pyeongchang | Parallelreuzenslalom |

### Wereldkampioenschappen
| Jaar | Plaats        | Resultaten                                |
| ---- | ------------- | ----------------------------------------- |
| 2017 | Sierra Nevada | 6e Parallelslalom 4e Parallelreuzenslalom |
| 2019 | Park City     | Parallelslalom · 10e Parallelreuzenslalom |
| 2021 | Rogla         | Parallelslalom · 5e Parallelreuzenslalom  |

### Wereldbeker
Eindklasseringen
| Seizoen   | PAR   | PGS   | PSL    |
| --------- | ----- | ----- | ------ |
| 2015/2016 | 24e   | 47e   | 17e    |
| 2016/2017 | 7e    | 7e    | 7e     |
| 2017/2018 | Brons | 4e    | 7e     |
| 2018/2019 | 6e    | Brons | 15e    |
| 2019/2020 | Goud  | Goud  | Zilver |

Wereldbekerzeges
| Datum            | Plaats            | Onderdeel            |
| ---------------- | ----------------- | -------------------- |
| 12 januari 2018  | Bad Gastein       | Parallelslalom       |
| 21 januari 2018  | Rogla             | Parallelreuzenslalom |
| 17 februari 2019 | Pyeongchang       | Parallelreuzenslalom |
| 23 februari 2019 | Secret Garden     | Parallelreuzenslalom |
| 8 december 2019  | Bannoje           | Parallelreuzenslalom |
| 14 december 2019 | Cortina d'Ampezzo | Parallelreuzenslalom |
| 11 januari 2020  | Scuol             | Parallelreuzenslalom |
| 14 januari 2020  | Bad Gastein       | Parallelslalom       |
| 29 februari 2020 | Blue Mountain     | Parallelreuzenslalom |
| 1 maart 2020     | Blue Mountain     | Parallelreuzenslalom |
| 17 december 2020 | Carezza           | Parallelreuzenslalom |
| 6 februari 2021  | Bannoje           | Parallelreuzenslalom |
| 14 januari 2025  | Bad Gastein       | Parallelslalom       |